# Енбек (хоккейный клуб)
«Енбе́к» — советский и казахстанский клуб хоккея с шайбой из Алма-Аты. В 1967—1972 годах — «Автомобилист».

## История
Изначально команда называлась «Автомобилист» и играла во второй лиге. В первой лиге клуб приобрел название «Енбек». В 1970 году алма-атинцы пробились в полуфинал Кубка СССР, где уступили «Химику» Воскресенск. Шесть сезонов (1969/1970, 1972/1973, 1973/1974, 1974/1975, 1982/1983 и 1983/1984) «Енбек» играл в классе «А» союзного чемпионата, где наиболее удачно выступил в сезоне 1973/1974 годов, когда занял 8 место (в 1 лиге). Поиграв в первой лиге три года «Енбек», заняв последнее 14-е место, распался — в 1975 году вышло из строя оборудование ледового дворца.
Вторая попытка возрождения состоялась через шесть лет. В 1981 году «Енбек» перешел во вторую лигу. В команду на пост главного был приглашен Юрий Баулин. В «Енбек» пришла целая группа молодых, перспективных хоккеистов из Усть-Каменогорска (более 20 человек), которые не находили вакансии в «Торпедо». За два сезона «Енбек» вновь перешел из второй лиги в первую. Но сохранить команду так и не удалось, хотя в «Енбеке» играли чемпион мира Юрий Леонов, Владимир Бородулин, Сергей Старыгин, Виктор Федорченко, Федор Голятдинов, Сергей Селедков. В чемпионате СССР в первой лиге 84/85 годов стал последним.
Третья попытка возродить «Енбек» состоялась в 1999 году при поддержке акимата города, инициатором был общественный фонд ХК «Енбек» под руководством С. В. Шавернева, он же был играющим тренером, команда была составлена из воспитанников местной школы и легионеров из России. Недостаточное финансирование клуба не позволяло полноценно укомплектовать состав и вести нормальную тренировочную работу. В 2009 году клуб прекратил существование.

## Достижения
Чемпионат Казахстана
- Бронза: 2002/2003